# Головня (герб)
Головня – княжий і шляхетський герб руського походження.

## Опис герба
В червоному полі срібна буква T. У клейноді п'ять страусиних пер, Намет червоний, підбитий сріблом

## Роди
Гольовня (Hołowania), Головня (Hołownia), Головні-Острожецькі (Hołownia-Ostrożecki), Якимовичі (Jakimowicz), Jełczanin, Курклевські ( Kurklewski), Заполіжи (Zapolicz).

## Дивись також
- Головня ІІ

## Зовнішні посилання
- Herb Hołownia w serwisie Genealogia dynastyczna,
- Wizerunek herbu Hołownia w herbarzu Niesieckiego,
- Opis herbu w herbarzu Niesieckiego [Архівовано 4 червня 2020 у Wayback Machine.].
- Herby szlacheckie [Архівовано 4 грудня 2019 у Wayback Machine.] Herb Hołownia, odmiana i herbowni. (pl)